# Yankee
Il termine Yankee si riferisce ai cittadini degli Stati Uniti d'America, in particolare quelli del nord-est che arrivarono prima del 1776. Molti Yankee migrarono dal New England verso le parti più a nord di New York e del Midwest come anche nella costa Ovest da San Francisco a Seattle.

## Origini
Le origini del termine sono oscure. Esistono in proposito due supposizioni.
- Yankee potrebbe derivare dalla storpiatura di Jan e Kees, nome e cognome molto diffusi nelle popolazioni olandesi del periodo della prima migrazione verso il Nuovo Mondo. Altri invece lo riconducono più plausibilmente al vezzeggiativo Janke del nome olandese Jan[1][2].

- Secondo una diversa teoria, Yankee non sarebbe altro che la storpiatura nativoamericana del francese anglais o dell'inglese English (inglese).[3]

L'uso britannico del termine è attestato per la prima volta per iscritto in una lettera inviata dall'ammiraglio Nelson (1780).

## Uso attuale
Durante la Guerra civile americana il termine era usato dai Sudisti per indicare gli abitanti del Nord.
Negli Stati Uniti il termine è oggi riferito agli abitanti residenti a nord del fiume Potomac, e specialmente relegato nella zona del New England. Nel resto del mondo l'accezione viene generalmente estesa a tutto il popolo statunitense.
In Gran Bretagna, Australia, Canada, Irlanda e Nuova Zelanda, Yankee (spesso abbreviato in Yank) è un termine dispregiativo, spregiativo, scherzoso o colloquiale con cui si fa riferimento agli americani.
In castigliano del Venezuela esiste la parola pitiyanqui, un termine dispregiativo usato per chi professa un'esagerata e spesso ridicola ammirazione per qualsiasi cosa che abbia origini statunitensi. In Giappone il termine Yankī viene usato sin dagli anni settanta per riferirsi a un tipo di giovane delinquente. In Finlandia la parola jenkki (yank) viene usata per riferirsi ai cittadini statunitensi e Jenkkilä (Yankeeland/terra degli Yankee) fa riferimento agli stessi USA. Non è considerata un'espressione offensiva o anti-americana, quanto più un'espressione colloquiale.